# Podosoje (gmina Kotor Varoš)
Podosoje (cyr. Подосоје) – wieś w Bośni i Hercegowinie, w Republice Serbskiej, w gminie Kotor Varoš. W 2013 roku liczyła 159 mieszkańców.